# Toyota Tundra
El Toyota Tundra és un vehicle de tipus full size pick-up fabricat per Toyota des de l'any 2000 com a substitut de l'anterior Toyota T100. Fabricat a les plantes de San Antonio (Texas) i Gibson County (Indiana), té un aspecte similar a la Toyota Sequoia i a la Tacoma.